# Hirschgraben (Prager Burg)

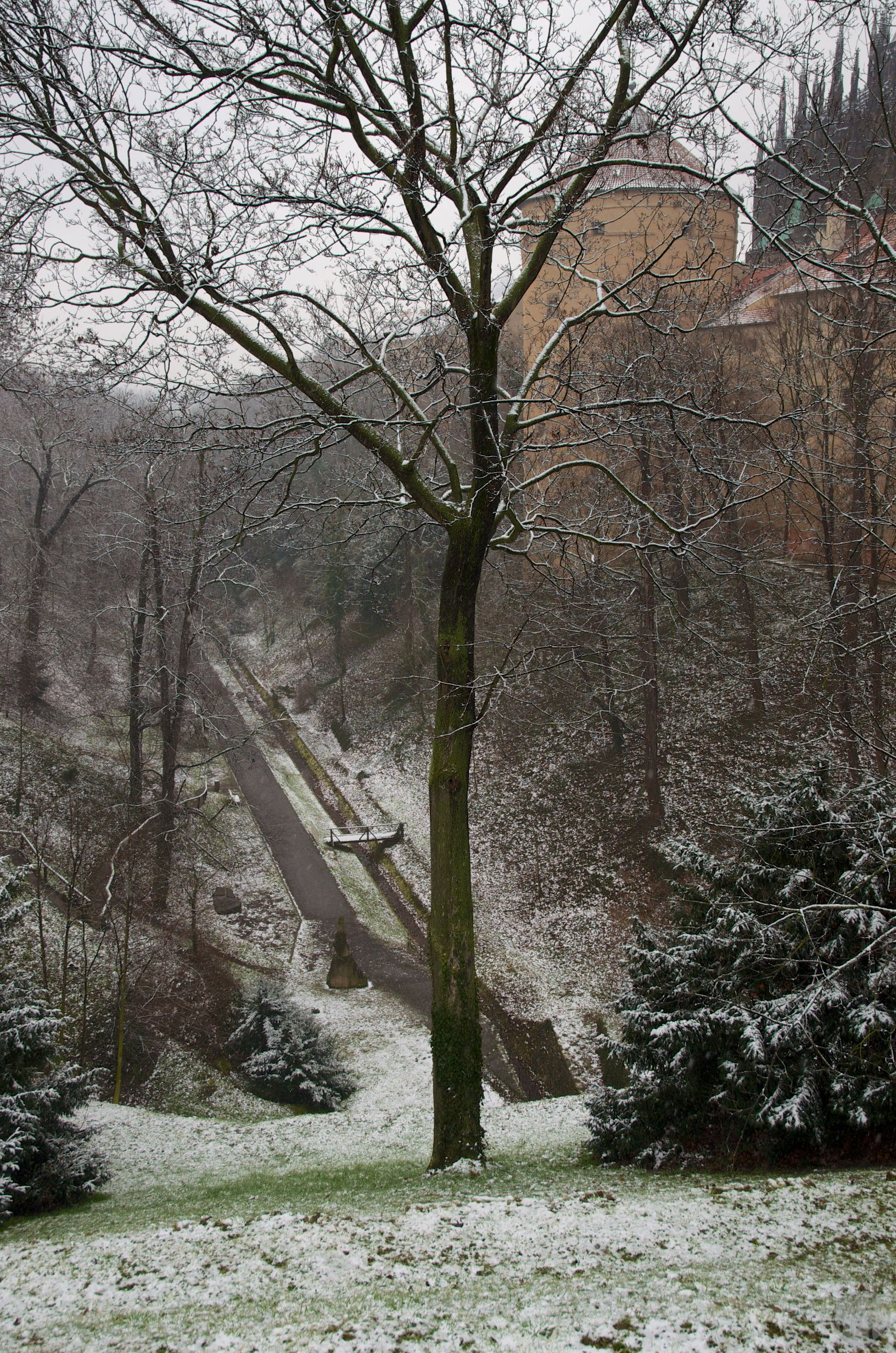
Blick in den Unteren Hirschgraben von der Pulverbrücke.

Der Hirschgraben (tschechisch Jelení příkop) ist eine natürliche Schlucht im Prager Stadtteil Hradčany, sie bildete im Mittelalter die nördliche Befestigung der Prager Burg. Den Namen Hirschgraben bekam sie in der Regierungszeit Kaiser Rudolfs II., als hier ein Wildgehege und Jagdrevier entstand. Der Hirschgraben hat eine Länge von etwa 1,4 km, umfasst eine Fläche von 8 Hektar und wird vom Bach Brusnice durchflossen. Das bewaldete enge Tal wird von einem ruhigen Wanderweg durchquert. Mit seinem wilden Bewuchs steht der Hirschgraben in Kontrast zu den gepflegten Gärten oben auf der Burg.
Der Hirschgraben gehört zum Ensemble der Gärten der Prager Burg. Nach einer mehrjährigen Sanierung wurde er im Frühjahr 2021 wiedereröffnet. Die Zugänge zum Unteren Hirschgraben blieben aber aus Sicherheitsgründen geschlossen.

## Geschichte

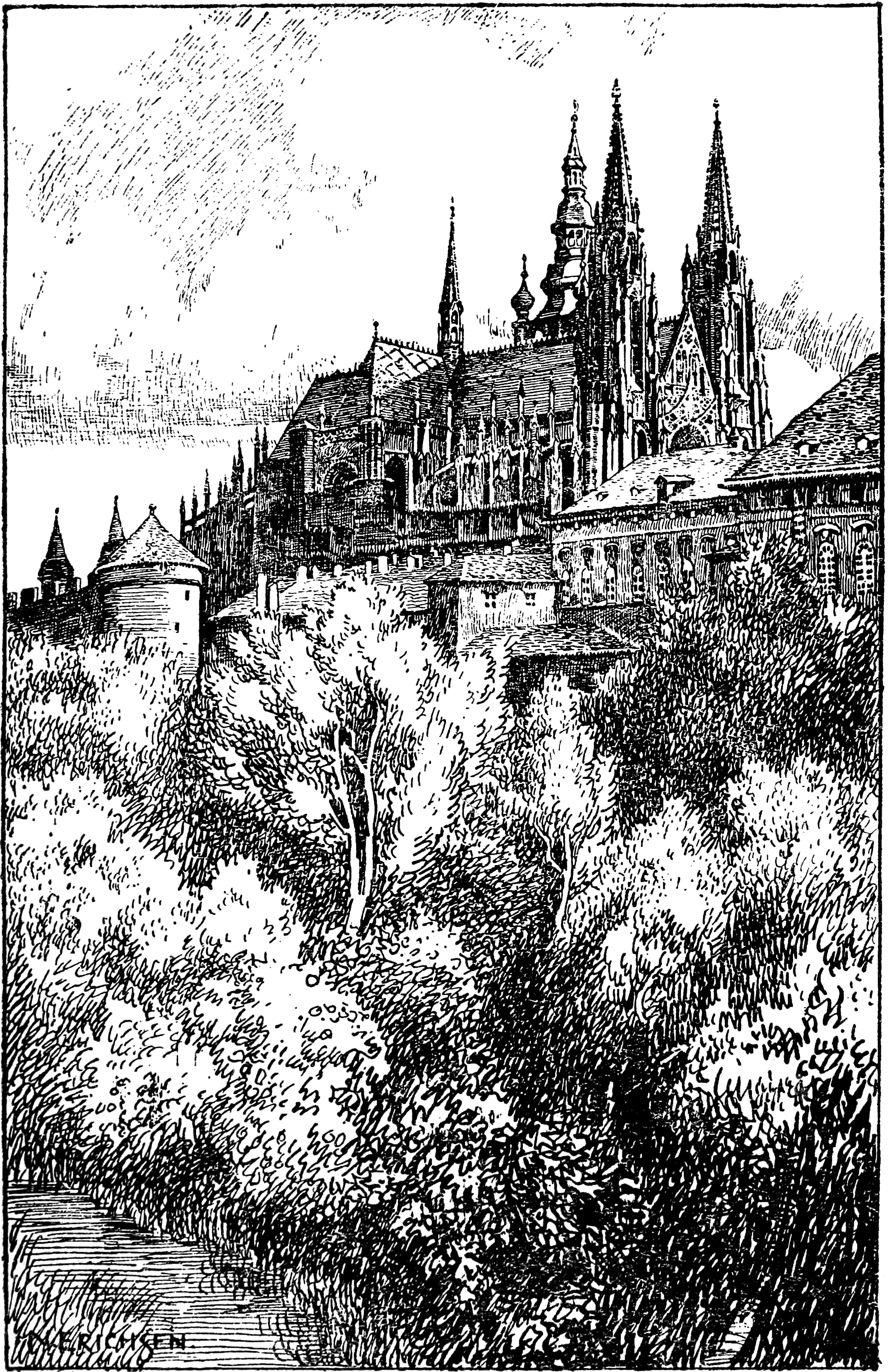
Blick zur Prager Burg aus dem Hirschgraben. Nelly Erichsen 1902.

Nachdem die Brusnice-Schlucht im 16. Jahrhundert ihre militärische Bedeutung verloren hatte, ließ Kaiser Rudolf II. zu Beginn des 17. Jahrhunderts auf den steilen Hängen Bäume anpflanzen, verwandelte die Schlucht in einen Park und richtete hier ein Wildgehege und Jagdrevier ein. Den Hirschgraben überspannte schon seit dem 16. Jahrhundert die hölzerne Pulverbrücke (Prašný most), die Kaiser Ferdinand I. als Verbindung zwischen dem Burgareal und dem Königlichen Garten auf der gegenüberliegenden Seite bauen ließ.
Kaiserin Maria Theresia ließ im 18. Jahrhundert die beschädigte Brücke durch einen aufgeschütteten Wall ersetzen, dieser teilte die Schlucht in den westlichen Oberen Hirschgraben mit 3 Hektar Fläche und den östlichen Unteren Hirschgraben mit 5 Hektar Fläche. Der Bach Brusnice wurde durch den Wall in einem Kanal geführt. Während des österreichischen Erbfolgekriegs besetzten Franzosen in den Jahren 1741 bis 1742 Prag, verwüsteten den Hirschgraben und erschossen alle Wildtiere.
Am 8. Mai 1945 töteten deutsche Soldaten auf einer Rampe über dem Hirschgraben 21 tschechische Gefangene. Daran erinnert ein Denkmal in der Nähe der Brücke und eine Gedenktafel mit Namen der Getöteten neben dem Eingang zum Königlichen Garten.
Während des kommunistischen Regimes nach dem Zweiten Weltkrieg war der Hirschgraben für die Öffentlichkeit gesperrt. Nach der sogenannten Samtenen Revolution ließ ihn Präsident Václav Havel im Frühjahr 1990 öffnen. In den 1990er Jahren wurde der Obere Hirschgraben unter der Leitung des Architekten Petr Hlaváček rekultiviert, in den Jahren 2001 bis 2002 wurde nach Plänen von Josef Pleskot durch den Wall ein 84 Meter langer Verbindungstunnel für Fußgänger gebaut.

## Oberer Hirschgraben

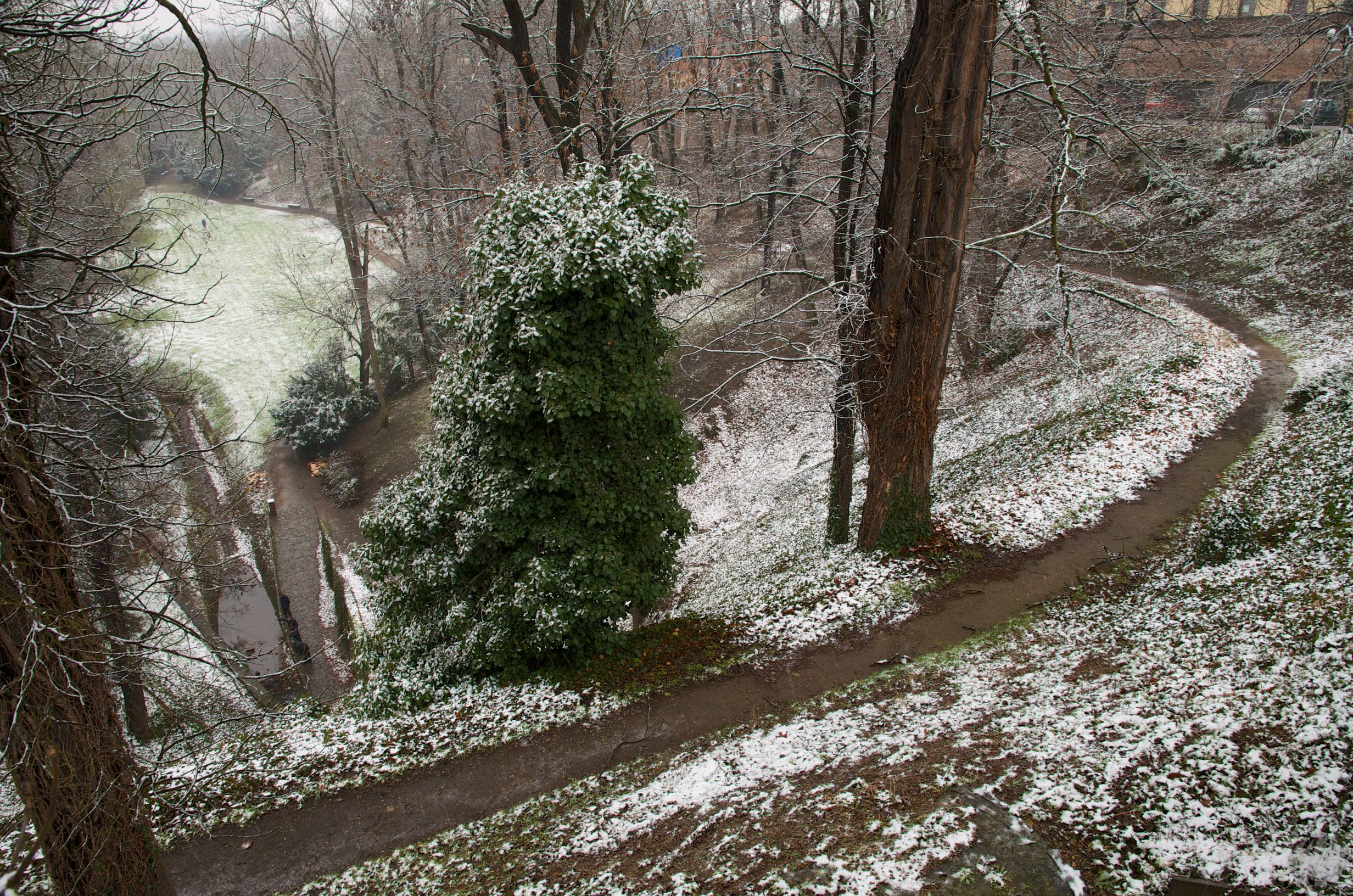
Blick in den Oberen Hirschgraben.

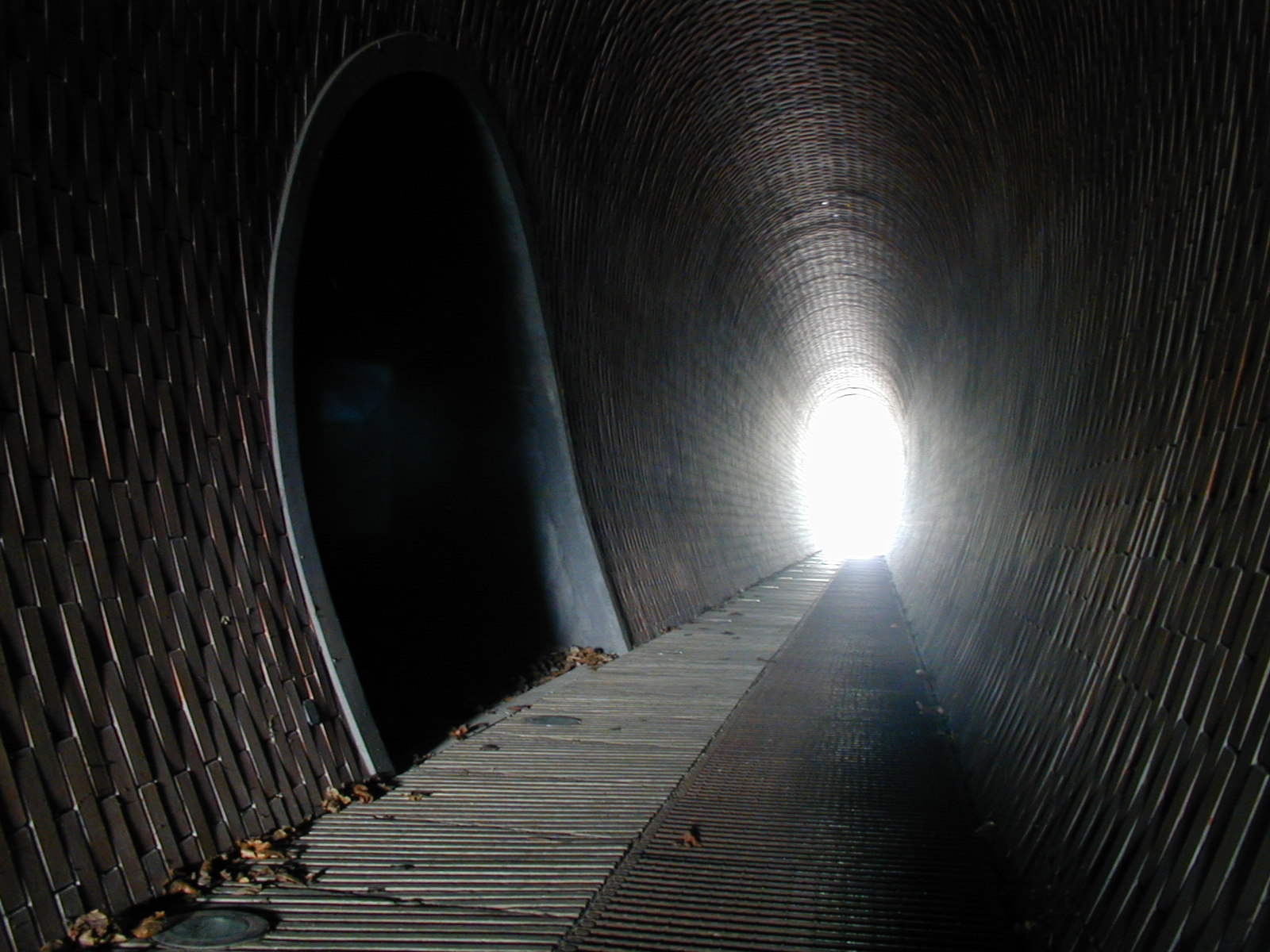
Fußgängertunnel zwischen dem Oberen und dem Unteren Hirschgraben.

In den Oberen Hirschgraben gelangt man über eine Treppe aus dem Basteigarten (zahrada Na Baště), über einen Pfad neben der Pulverbrücke oder über einen engen schlecht begehbaren Holzsteg von der Straße U Brusnice.
Unten im Tal kann man einen ehemaligen Bärenzwinger (medvědárium) sehen, eine künstliche Höhle mit zwei vergitterten pseudogotischen Portalen und mit einem kleinen Brunnen davor. Der Zwinger wurde in den 1920er Jahren für zwei Bären eingerichtet, die tschechoslowakische Legionäre nach dem Ersten Weltkrieg aus Russland mitbrachten und dem Präsidenten Tomáš Garrigue Masaryk schenkten. Neben dem Zwinger steht noch das ehemalige Haus des Bärenwächters (domek medvědáře). Die Bärenhaltung wurde in den 1950er Jahren aufgegeben.
Gegenüber dem Haus des Bärenwächters steht die Statue eines Nachtwächters (socha Ponocného), der mit einer Laterne in der Hand und einem Horn die Nachtstunde ankündigt. Die aus Stein gehauene lebensgroße Statue ist ein Werk des Bildhauers František Úprka (1868–1929) aus dem Jahr 1925 und ein Geschenk der Stadt Hořice v Podkrkonoší. Realisiert haben es Schüler der dortigen Bildhauerschule, die Widmung am Sockel lautet „zum 75. Geburtstag des geliebten tschechoslowakischen Präsidenten. T. G. Masaryk“.
Über dem Hirschgraben gegenüber dem Palais Sternberg erhebt sich die Masaryk-Aussichtsterrasse (Masarykova vyhlídka). Sie bietet einen schönen Blick auf die Prager Burg mit dem Veitsdom und auf den Laurenziberg. Der Burgarchitekt Jože Plečnik schuf sie in den 1920er Jahren an der Stelle, an der Präsident Tomáš Garrigue Masaryk gerne unter einer jahrhundertealten Linde verweilte. Zu der Terrasse führt ein Pfad aus dem Hirschgraben, man kann sie auch über einen Weg oben von der Pulverbrücke aus erreichen. Während der kommunistischen Ära war das Bauwerk nicht öffentlich zugänglich und verfiel, Mitte der 1990er Jahre wurde es restauriert und für die Öffentlichkeit freigegeben.
In der Nähe des Fußgängertunnels, der den Unteren und den Oberen Hirschgraben verbindet, steht am Weg eine Rübezahlskulptur (Socha Krakonoše) aus Sandstein, geschaffen im Jahr 1957 von der Bildhauerin Františka Stupecká (1913–1995).

## Unterer Hirschgraben
Zum Unteren Hirschgraben führt ein asphaltierter Zufahrtsweg von der Straße Chotkova, es gibt auch Zugänge durch Tore von der Straße Na Opyši und über einen Pfad beim Lusthaus der Königin Anna im Königlichen Garten.
In der Nähe des Fußgängertunnels stehen zwei kleine moderne Sandsteinskulpturen des Bildhauers Kurt Gebauer (geb. 1941) mit Namen Maska (Maske) und Pyramidální trpaslík (Pyramidenzwerg)..
Gegenüber dem Daliborka-Turm befindet sich im Tal der Eingang zu einem (unvollendeten) Atombunker aus der Zeit des Kalten Krieges. Das Zentralkomitee der Tschechoslowakischen Kommunistischen Partei beschloss seinen Bau im Jahr 1951, sechs Jahre später wurden die Arbeiten an dem streng geheimen Projekt jedoch gestoppt. Der Bunker sollte ursprünglich Schutz für den Präsidenten und seine engsten Mitarbeiter bieten. Die Schutzräume befinden sich etwa 50 Meter unter dem dritten Burghof und bieten Platz für 150 Personen. Die unterirdischen Korridore sind insgesamt etwa 700 Meter lang. In den 1990er Jahren gab es Überlegungen, die Räume für zivile Zwecke zu nutzen, die Planungen wurden aber nicht weiterverfolgt. Der Bunker ist nicht öffentlich zugänglich.